# Aérodrome de Pontarlier
L’aérodrome de Pontarlier (code OACI : LFSP) est un aérodrome ouvert à la circulation aérienne publique (CAP), situé à 2 km à l’ouest de Pontarlier dans le Haut-Doubs en Franche-Comté.
Il est utilisé pour la pratique d’activités de loisirs et de tourisme (aviation légère et aéromodélisme).

## Histoire
La première page de l’histoire aéronautique de la ville est écrite, le 29 octobre 1910, par Auguste Junod à bord de son biplan Farman de 50 ch. Ce premier vol suscite l’admiration de la foule venue très nombreuse pour admirer cette machine. Les 2 et 3 juillet de l’année suivante, sont marqués par l’arrivée de deux autres machines à Pontarlier pour effectuer le premier meeting aérien de Franche-Comté. L’événement attire environ 10 000 personnes. 

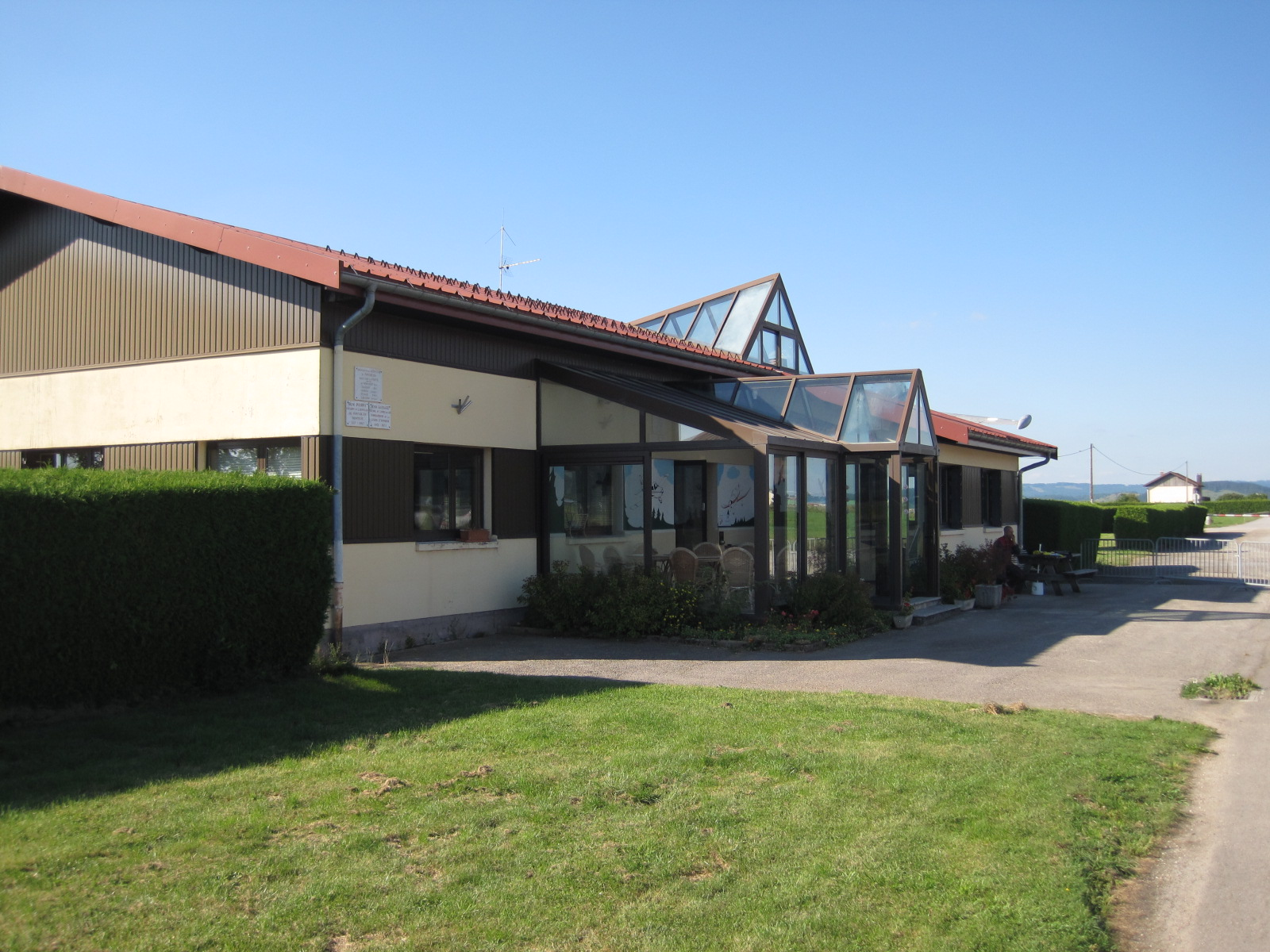
Club house.
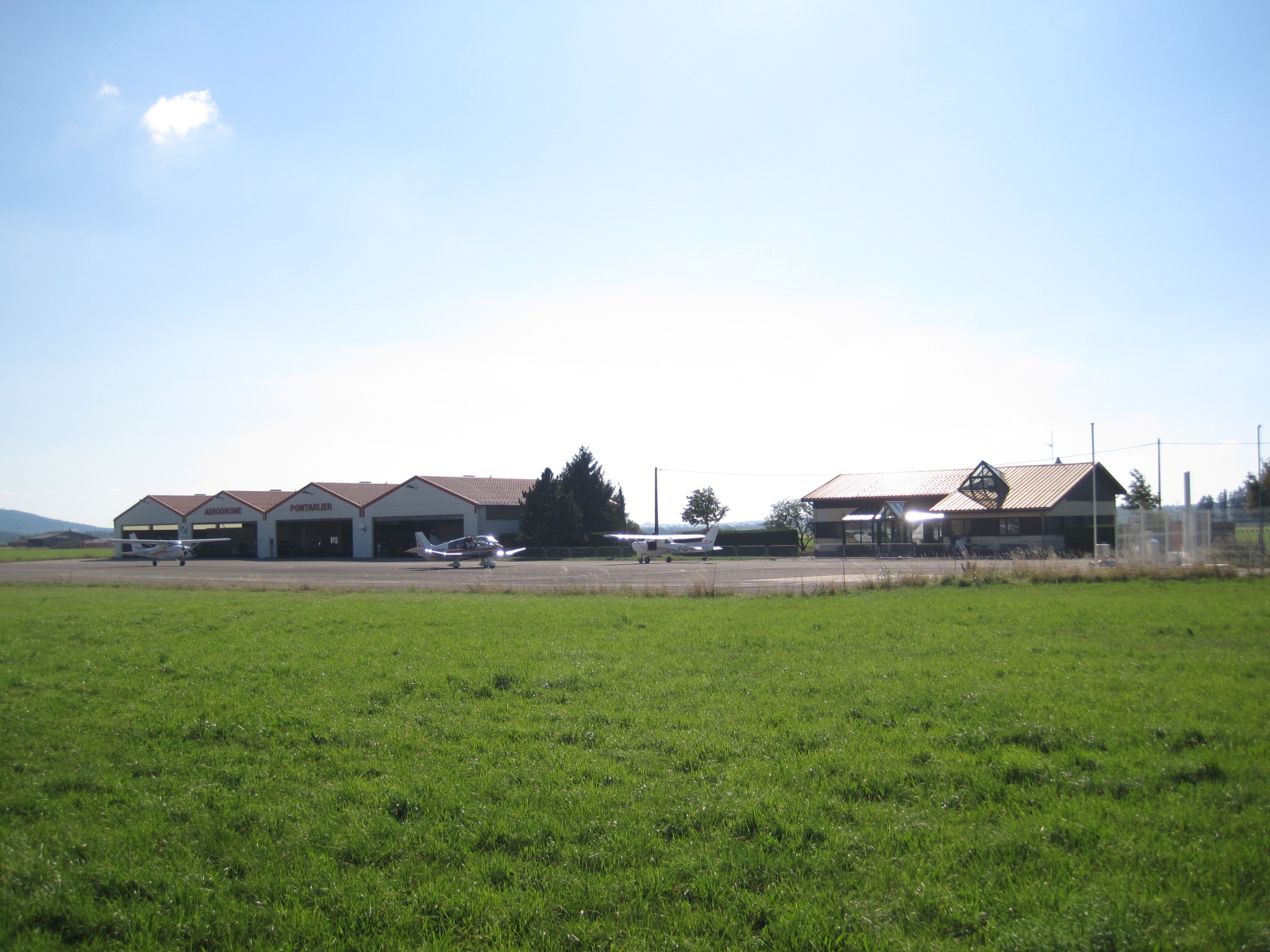
Vue d'ensemble.

L’aéroclub de Pontarlier est fondé le 12 mars 1930. L’association, alors présidée par Eugène Thevenin, ne dispose alors d’aucun matériel, faute de fonds suffisants. Leurs premières actions visent donc à réunir de l’argent. Le 13 mai 1934 l’aéroclub reçoit son premier avion, un Potez 43, monoplan triplace de 100 ch, baptisé pour l’occasion « Ville de Pontarlier ». Plusieurs générations d’appareils et des centaines de pilotes suivront ces précurseurs.

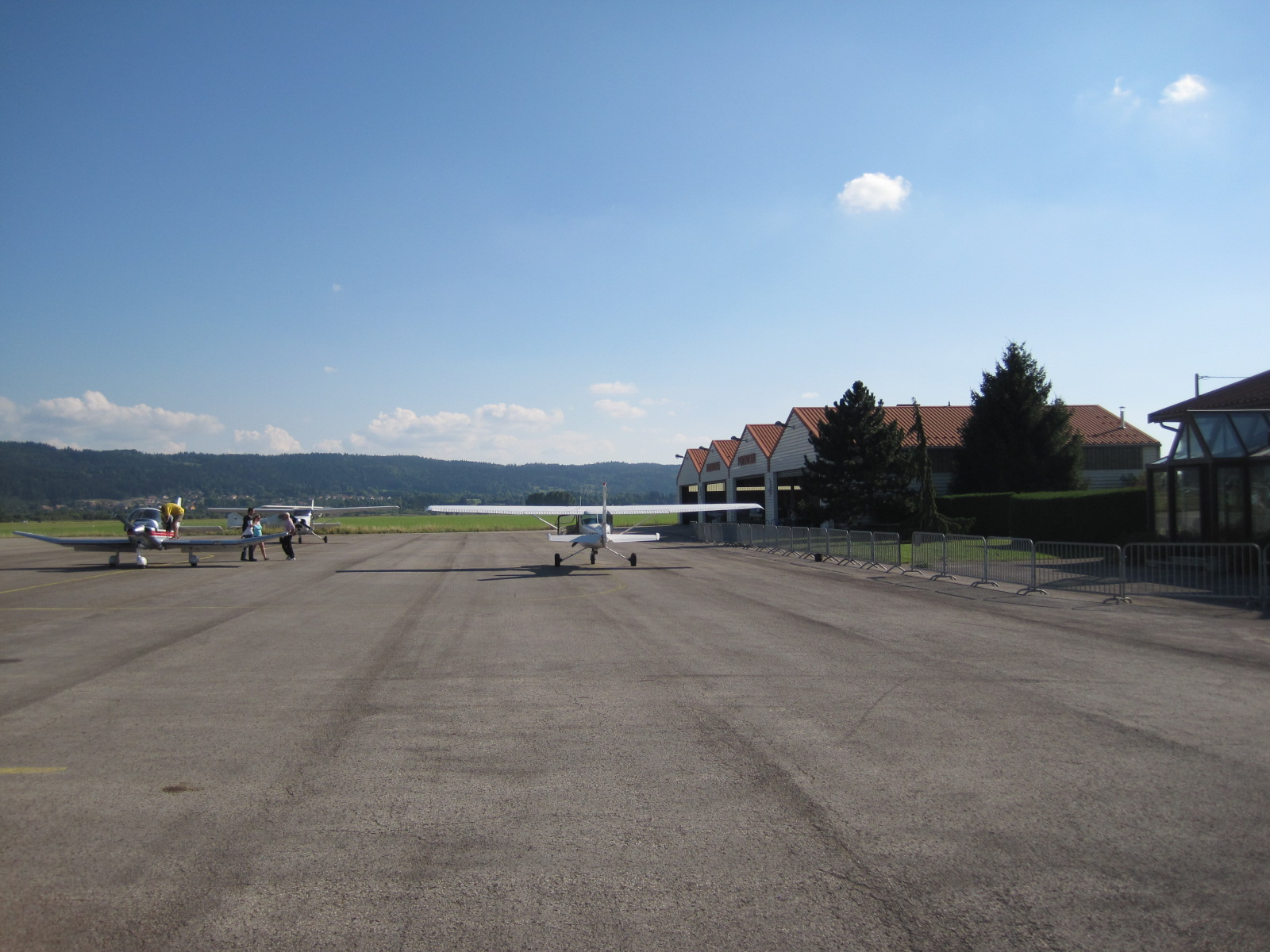
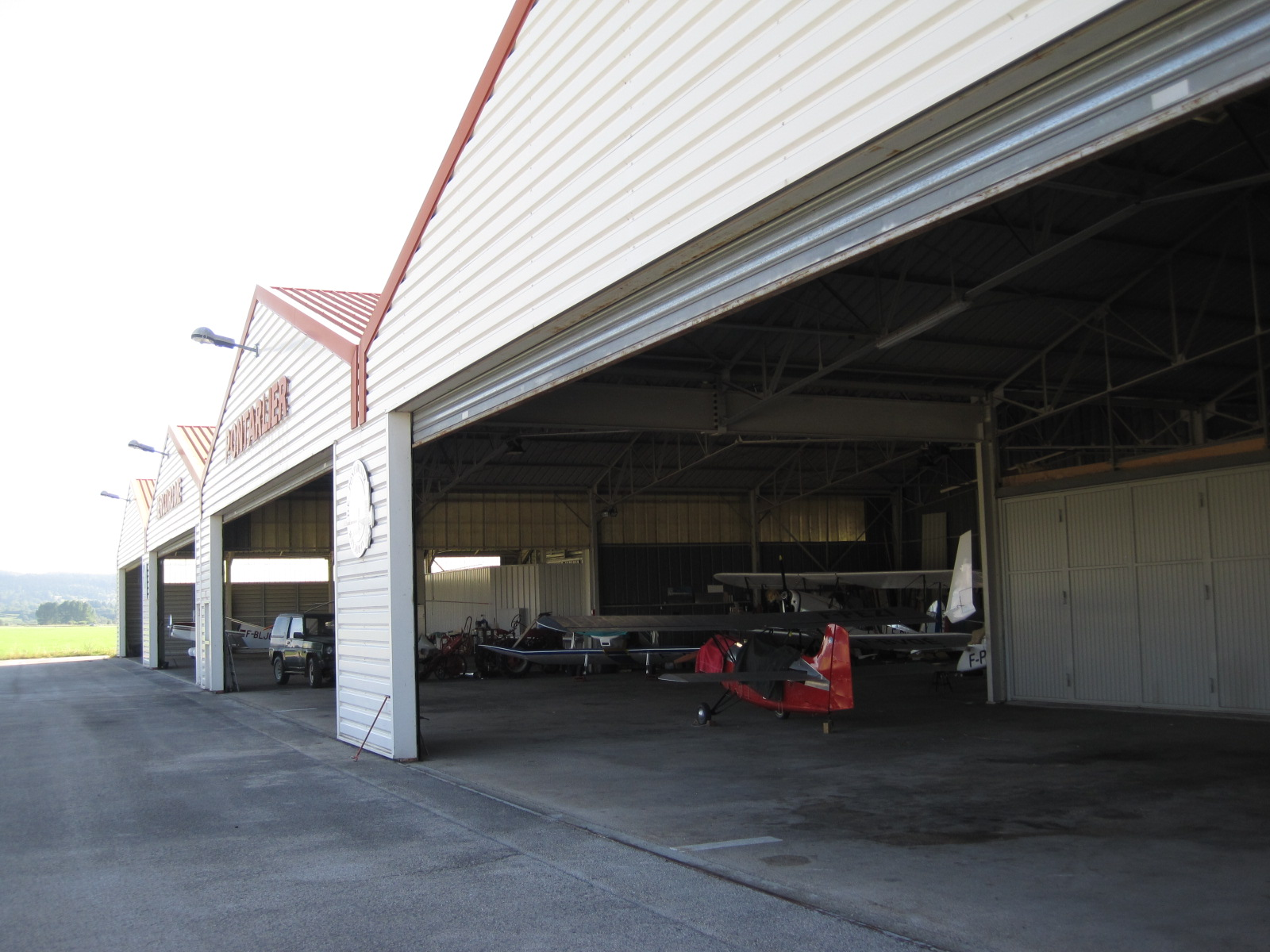

## Activités
Aujourd'hui, l'aéroclub compte environ 75 membres.
Environ 1 000 heures de vol par an sont réalisées sur l'ensemble des 4 appareils de l'association :
- Cessna 152 de 118 ch, qui sert notamment d'avion école
- Cessna 172 de 152 ch
- Piper PA28 de 161 ch
- Robin DR-400 de 180 ch, utilisé notamment pour les voyages

Cette flotte est entretenue par un mécanicien habilité et bénévole.
L'école professionnelle de pilotage nextAviation est implantée sur l'aérodrome depuis 2020.
La société SE Aviation est implantée sur l'aérodrome.
La plateforme accueille également un club ULM.

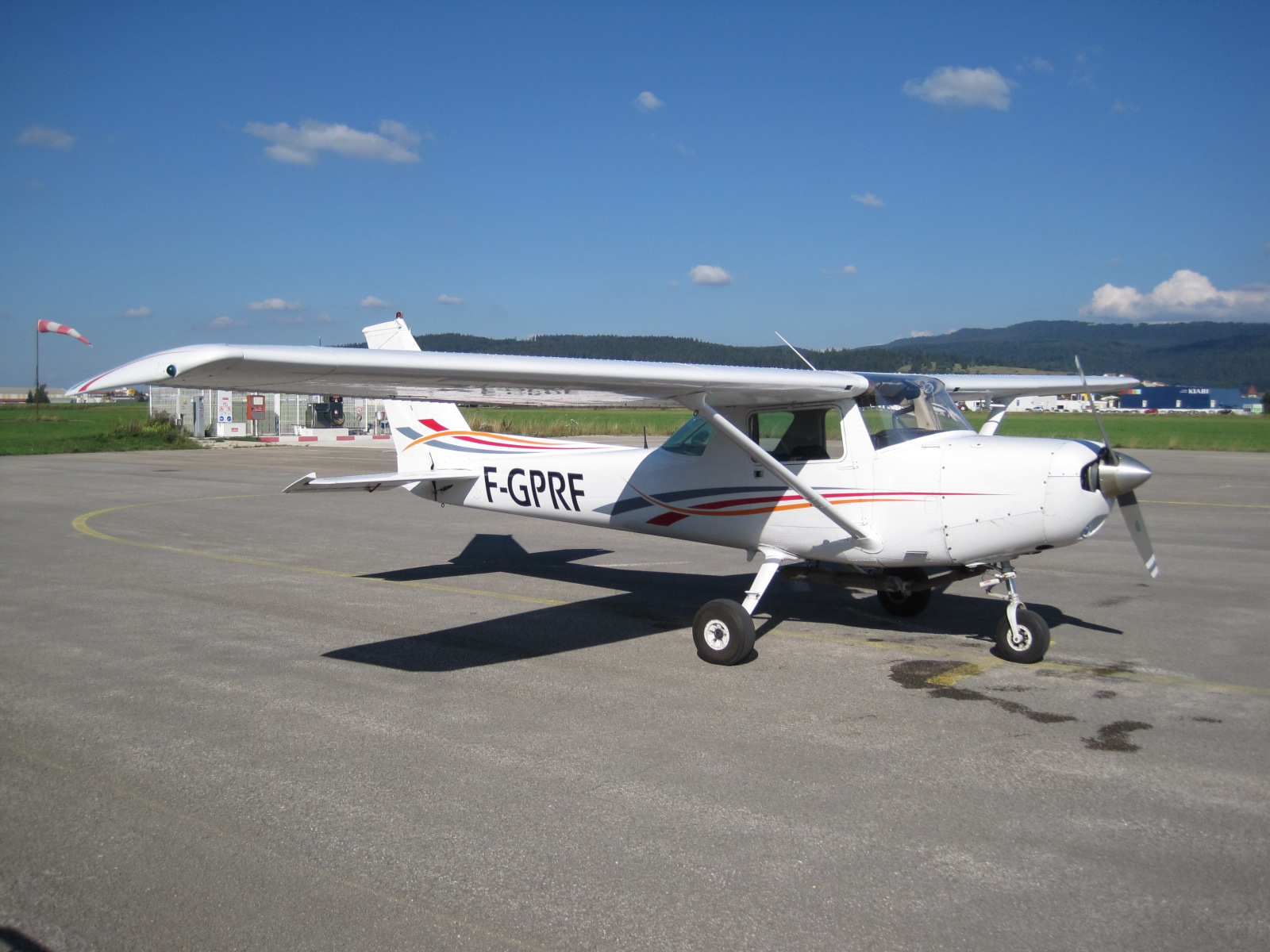
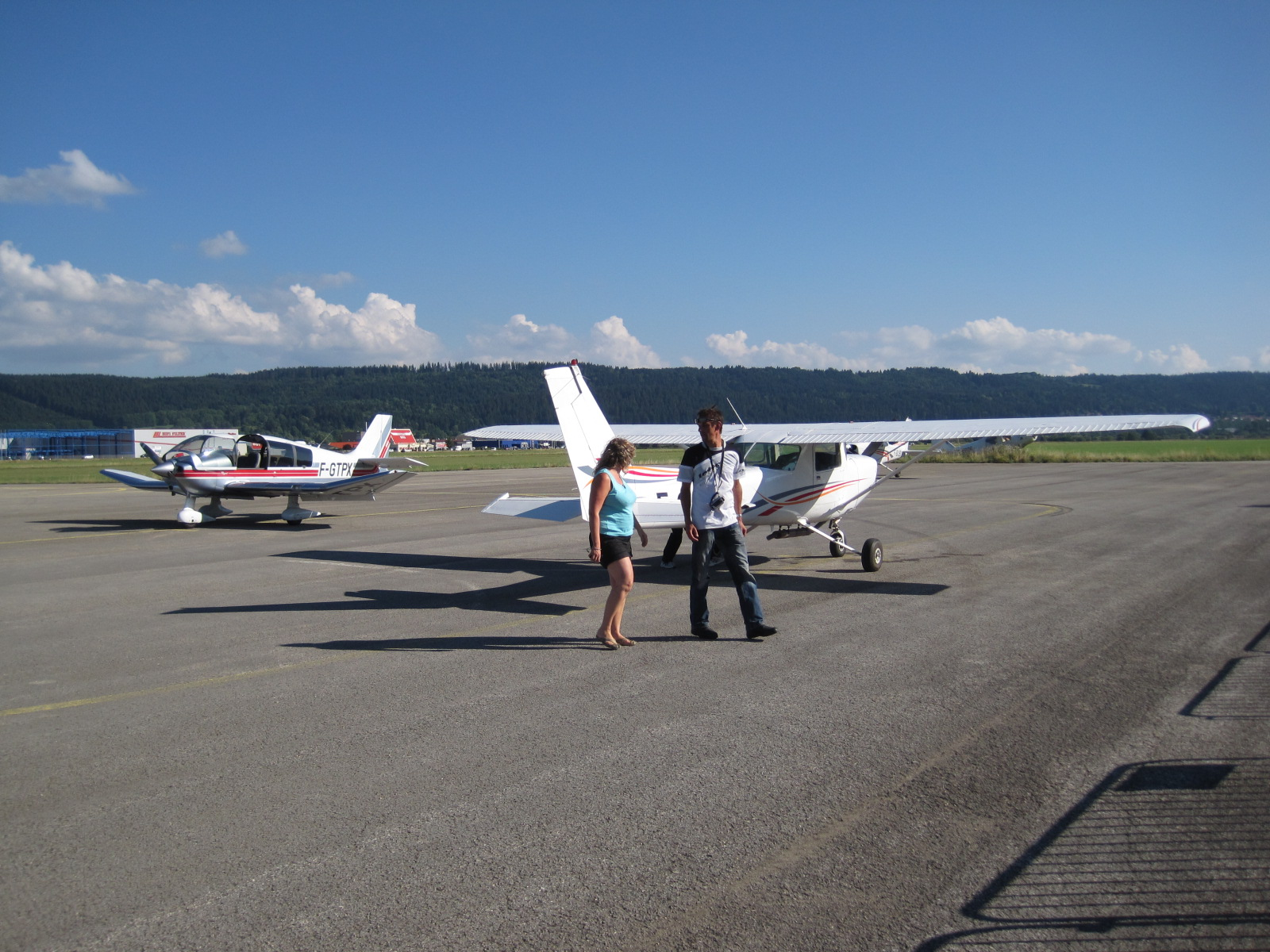
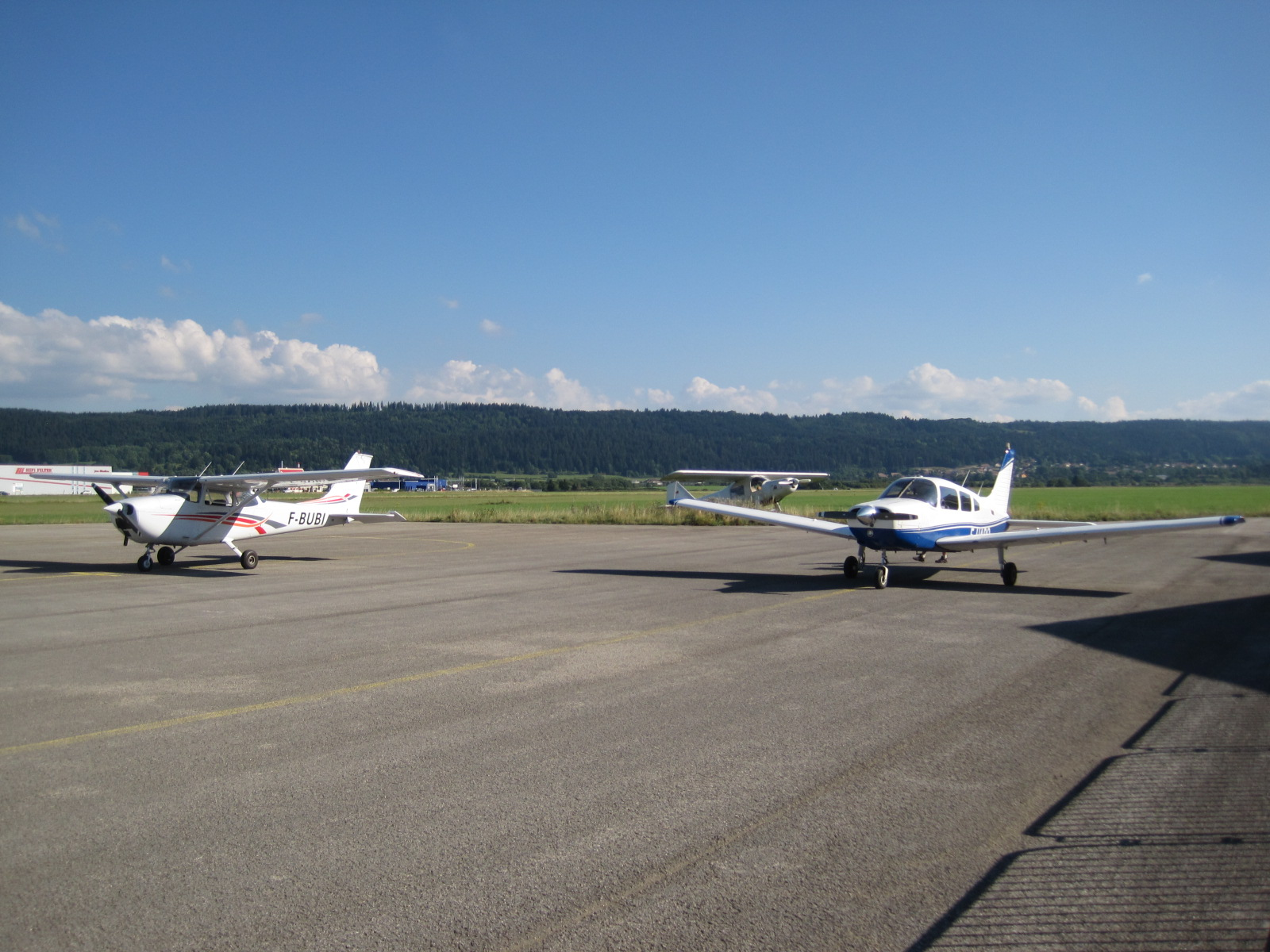
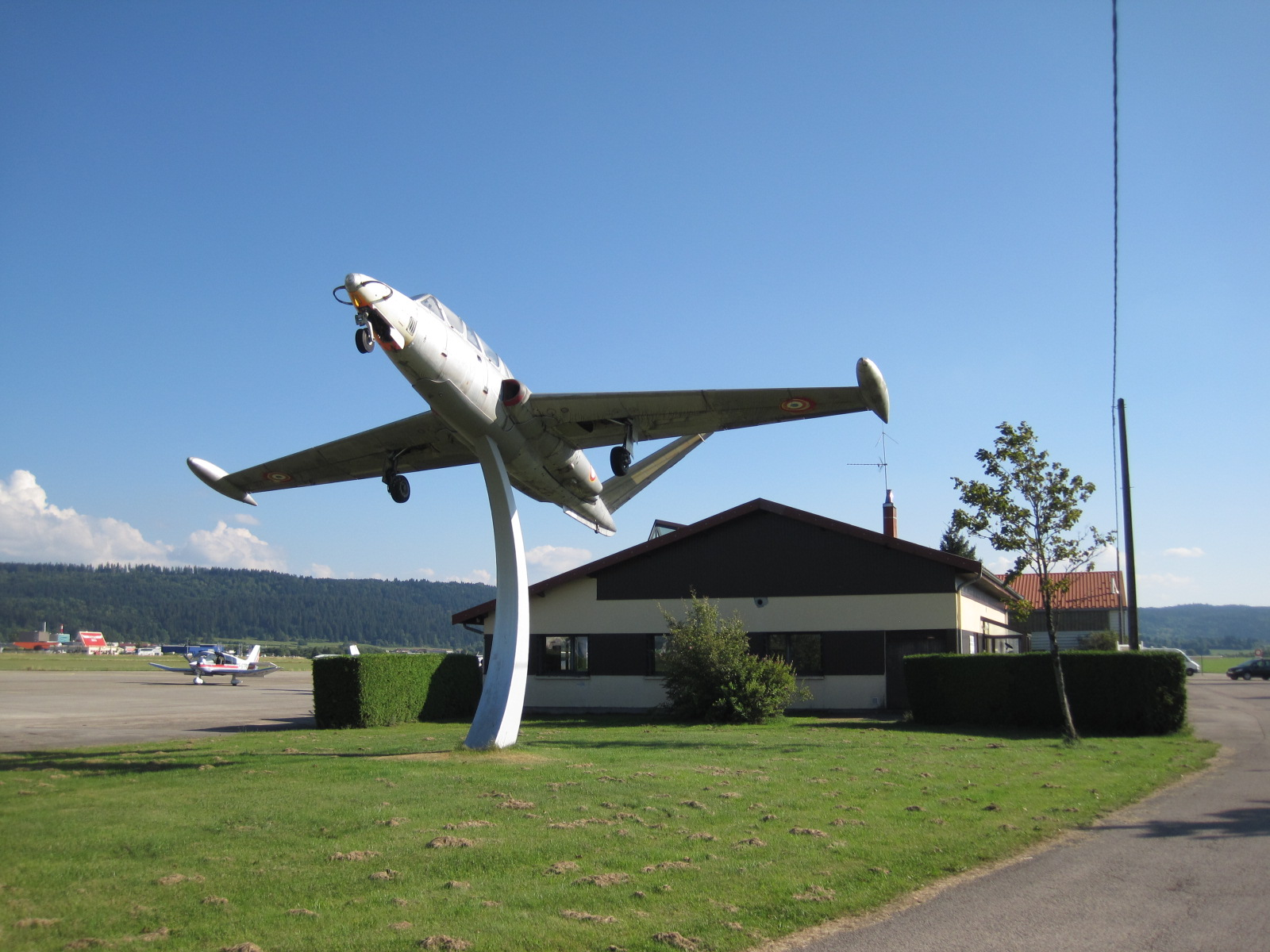
Fouga CM-170 Magister.

## Installations
L’aérodrome dispose de deux pistes orientées sud-nord (02/20) :
- une piste bitumée longue de 1 000 m et large de 30. Elle est dotée d’un balisage diurne et nocturne ;
- une piste en herbe longue de 855 m et large de 80, accolée à la première et réservée aux ULM et aux avions basés.

L’aérodrome n’est pas contrôlé. Les communications s’effectuent en auto-information sur la fréquence de 135,705 MHz. Il est agréé avec limitations pour le vol à vue (VFR) de nuit.
S’y ajoutent :
- une aire de stationnement ;
- un hangar de 900 m2 ;
- une station d’avitaillement en carburant (100LL) et en lubrifiant[2].